# Iveco Bus

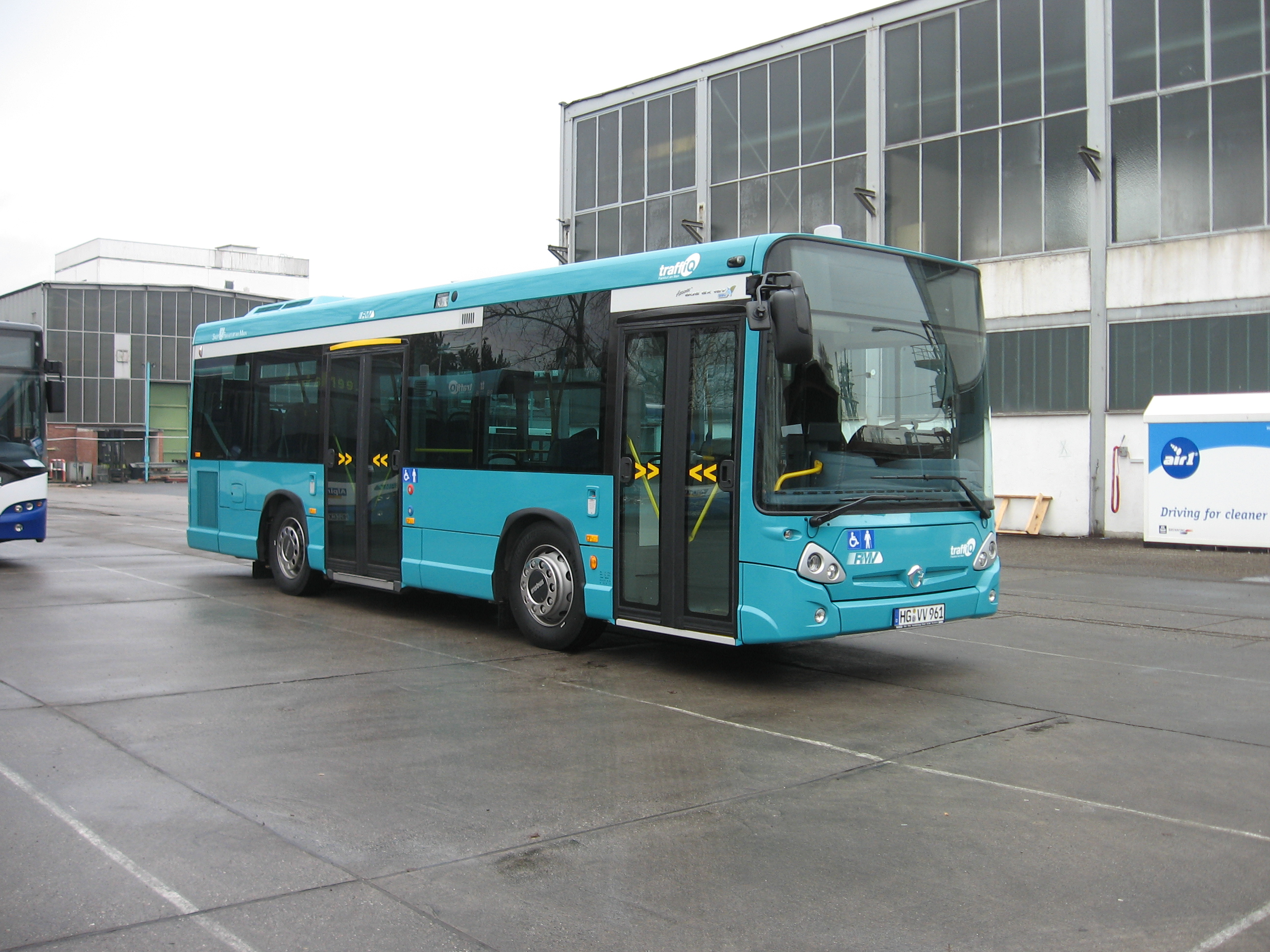
De Irisbus GX 127, een type dat ook in Nederland reed

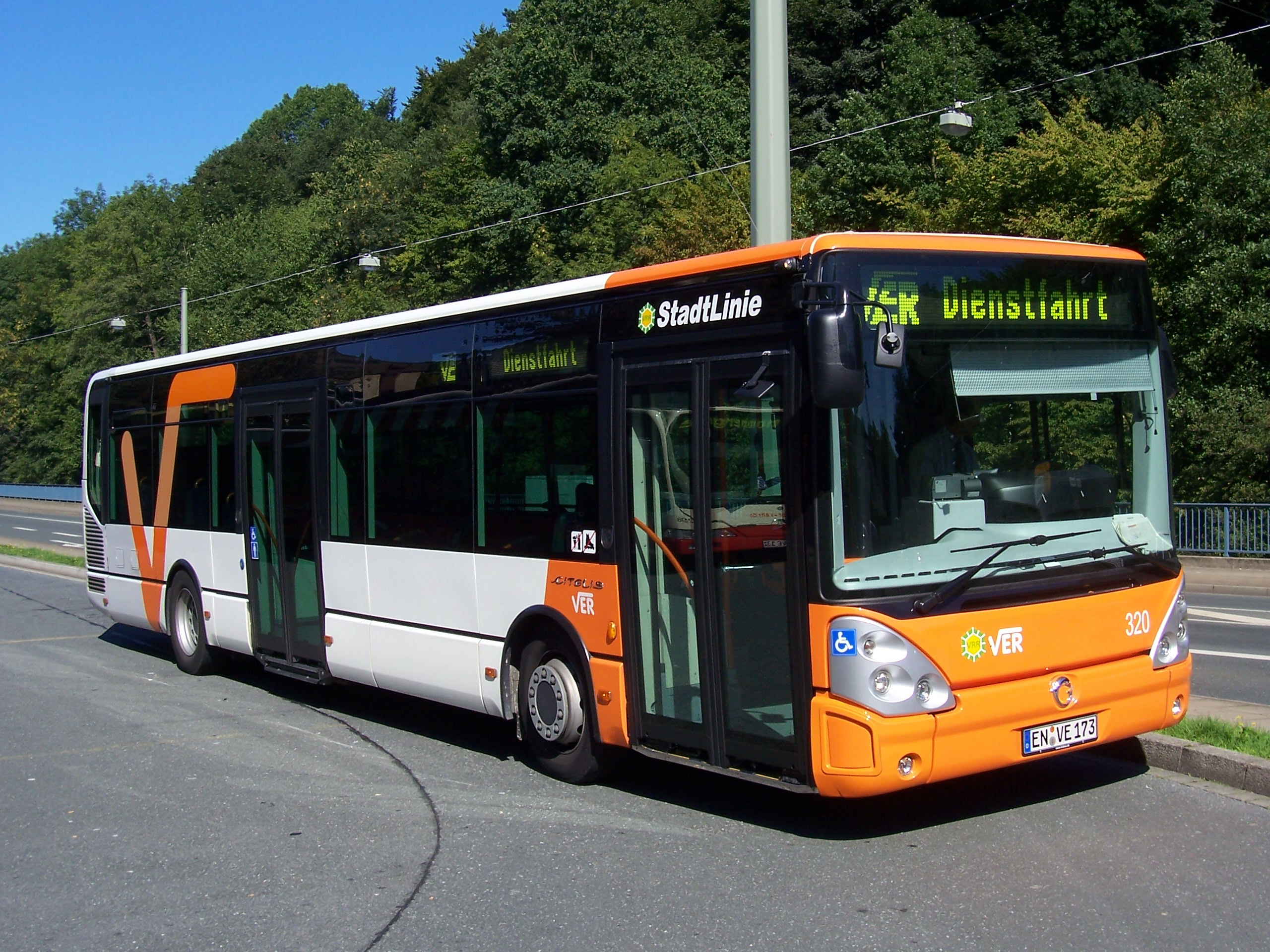
De Citelis, van 2005 tot 2013 de standaard stads- en streekbus van Irisbus

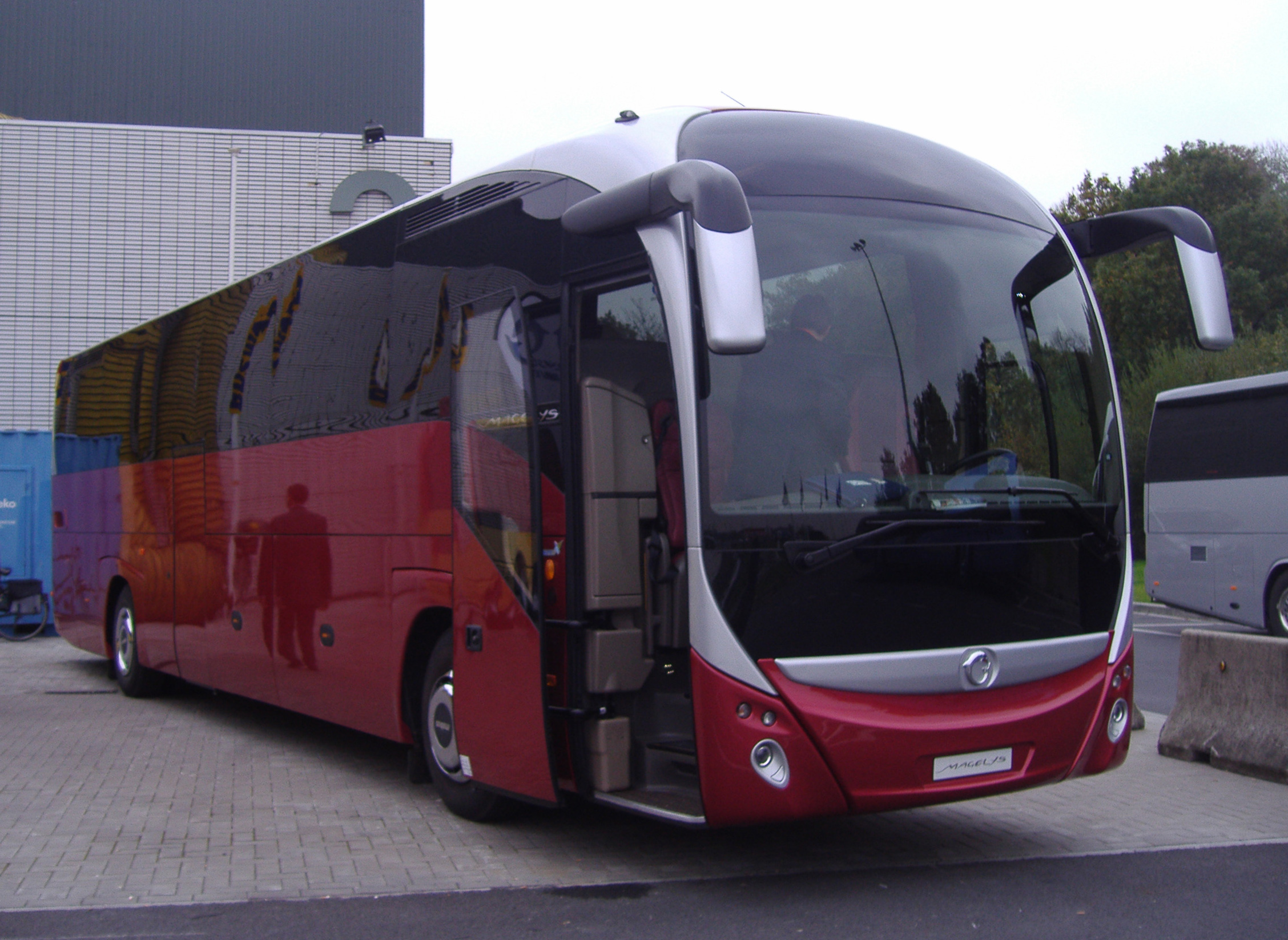
De Magelys

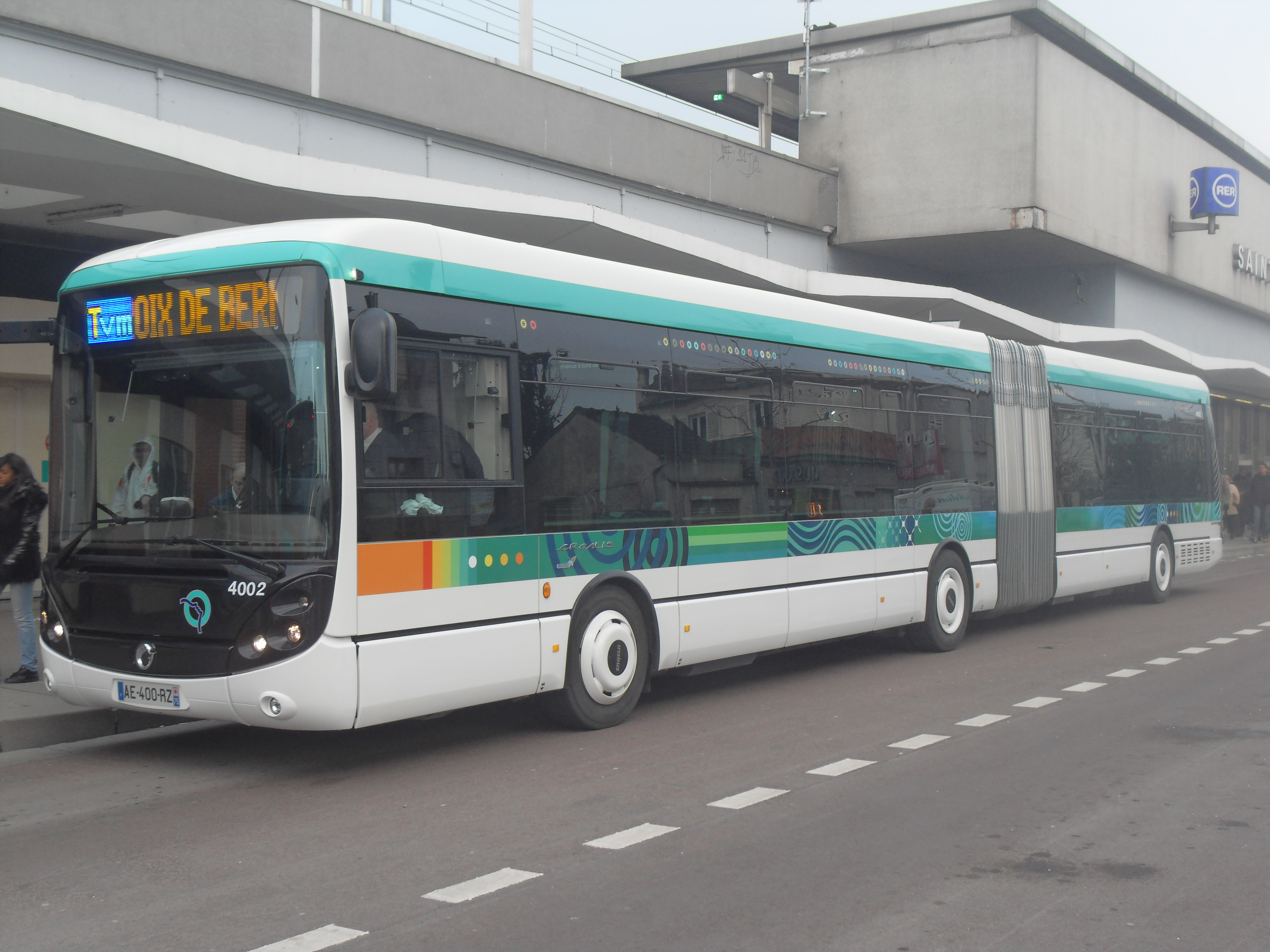
De Crealis

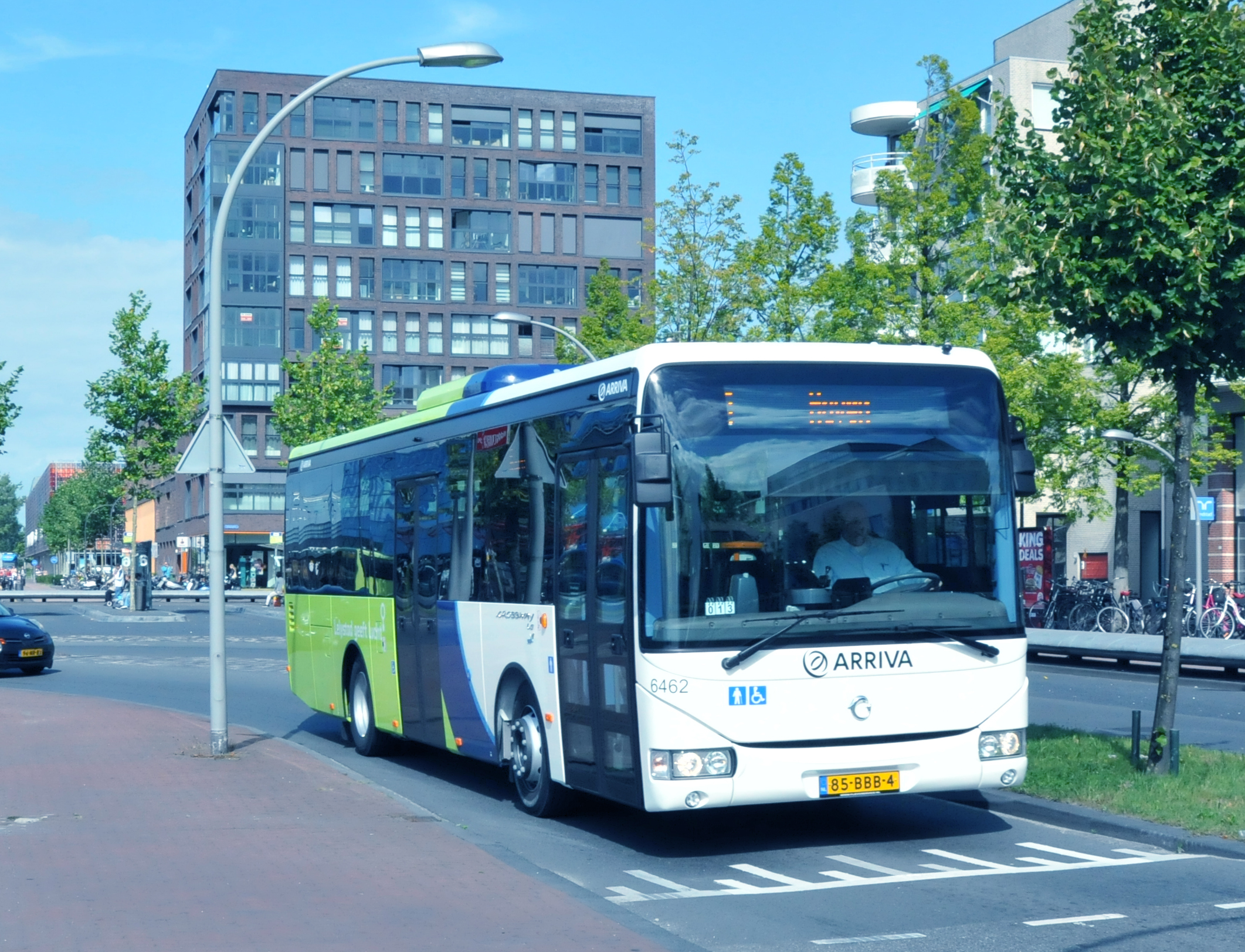
Een Crossway van Arriva in Lelystad

Iveco Bus is een divisie van de Iveco Group die bussen en touringcars produceert en verkoopt. Deze divisie is voortgekomen uit een reeks fusies en enkele splitsingen van voorheen zelfstandige bedrijven en is een van de grootste busbouwers van Europa.
Anno 2019 had Iveco Bus fabrieken in Annonay (Frankrijk), Vysoké Mýto (Tsjechië) en Suzzara (Italië).

## Geschiedenis
Iveco Bus is de voortzetting van Irisbus, dat in 1999 ontstond uit een samenvoeging van de busdivisies van Renault en Iveco, die op hun beurt al een samenvoeging van vele merken waren.
- Binnen de Renault-divisie vonden merken als Saviem, Chausson, het Spaanse Barreiros en Berliet een thuis, later werden het Franse Heuliez Bus, het Tsjechische Karosa en het Hongaarse Ikarus overgenomen.
- De divisie van Iveco bestond uit de busafdelingen van Fiat, OM, Magirus-Deutz en Pegaso. Dit werd later gecomplementeerd met het Italiaanse Renzo Orlandi.

Irisbus werd een belangrijke speler op de Europese busmarkt. Iveco nam in 2001 de aandelen van Renault VI over en werd de enige eigenaar van Irisbus. Irisbus mocht de merknaam Renault nog blijven gebruiken tot juni 2005.
De naamswijziging naar Iveco Bus werd in mei 2013 bekendgemaakt op het zestigste UITP-congres in Genève en was mede bedoeld om het merk in Zuid-Amerika en China te presenteren als onderdeel van Iveco.
Op dat UITP-congres werd ook de eerste bus met deze merknaam gepresenteerd, de Iveco Bus Urbanway, de opvolger van de Irisbus Citelis. Op Busworld 2013 in Kortrijk werd het tweede bustype van Iveco Bus geïntroduceerd, de elektrische Ellisup. Van de modellen van Irisbus zijn alleen de Crossway, de Magelys en de Crealis meegenomen naar het nieuwe bedrijf.
Vanaf 2013 was Iveco Bus onderdeel van CNH Industrial, waar Heuliez Bus ook onder valt. In september 2019 maakte CNH bekend de activiteiten te gaan opsplitsen. De bus-, vrachtwagen- en aandrijflijnbedrijfsonderdelen gaan separaat verder als Iveco Group. Op 3 januari 2022 werd de splitsing van de twee bedrijven afgerond en is Iveco Bus een onderdeel van de Iveco Group.
Op 25 februari 2020 hebben Iveco en Otokar een overeenkomst getekend voor de gezamenlijke productie van bussen in de fabriek van Sakarya, Turkije, voor verkoop in Europa het Midden-Oosten en Afrika. Uit deze overeenkomst is de Iveco Bus Streetway voortgekomen, gepresenteerd in september 2021, gebaseerd op het chassis van de Urbanway en uitgerust met Iveco Cursor 9-motoren. Dit model werd toegevoegd aan het Urbanway-assortiment zonder het te vervangen.

## Producten
Het bedrijf ontwikkelt en assembleert diverse bussen van verschillende lengtes, voor openbaar vervoer en touringcarvervoer.

### Afnemers in Nederland en België
In Nederland heeft vervoerder Arriva sinds 2007 een aantal midi-Irisbussen in haar wagenpark van het type Heuliez GX 127.
In België heeft de TEC, de vervoersmaatschappij van Wallonië, honderden Irisbussen in haar wagenpark gehad, waaronder de Agora, de Citelis, de Arway en de Crossway. De Lijn heeft 160 Crossways in dienst, verdeeld onder de verschillende provincies.

## Modellen
De bussen zijn in te delen in de volgende klassen:
- City: Stadsbus
- Intercity; Streekbus
- Tourism/Grand Tourism; Touringcar
- Minibus

Hieronder volgt een selectie van modellen per klasse.

### City
- Irisbus Agora
- Irisbus Citelis
- Irisbus Civis
- Irisbus Crealis
- Irisbus Cristalis
- Irisbus GX 127
- Iveco CityClass
- Iveco First
- Iveco Bus Urbanway
- Iveco Bus E-WAY
- Iveco Bus Streetway

### Intercity
- Irisbus Ares
- Irisbus Arway
- Irisbus Crossway
- Irisbus Proway

### Tourism/Grand Tourism
- Irisbus Domino
- Irisbus Evadys
- Irisbus Magelys
- Irisbus Proxys

### Minibus
- Irisbus Ecodaily